# Ngũ Hành Sơn (quận)
Ngũ Hành Sơn là một quận cũ thuộc thành phố Đà Nẵng, Việt Nam.

## Địa lý

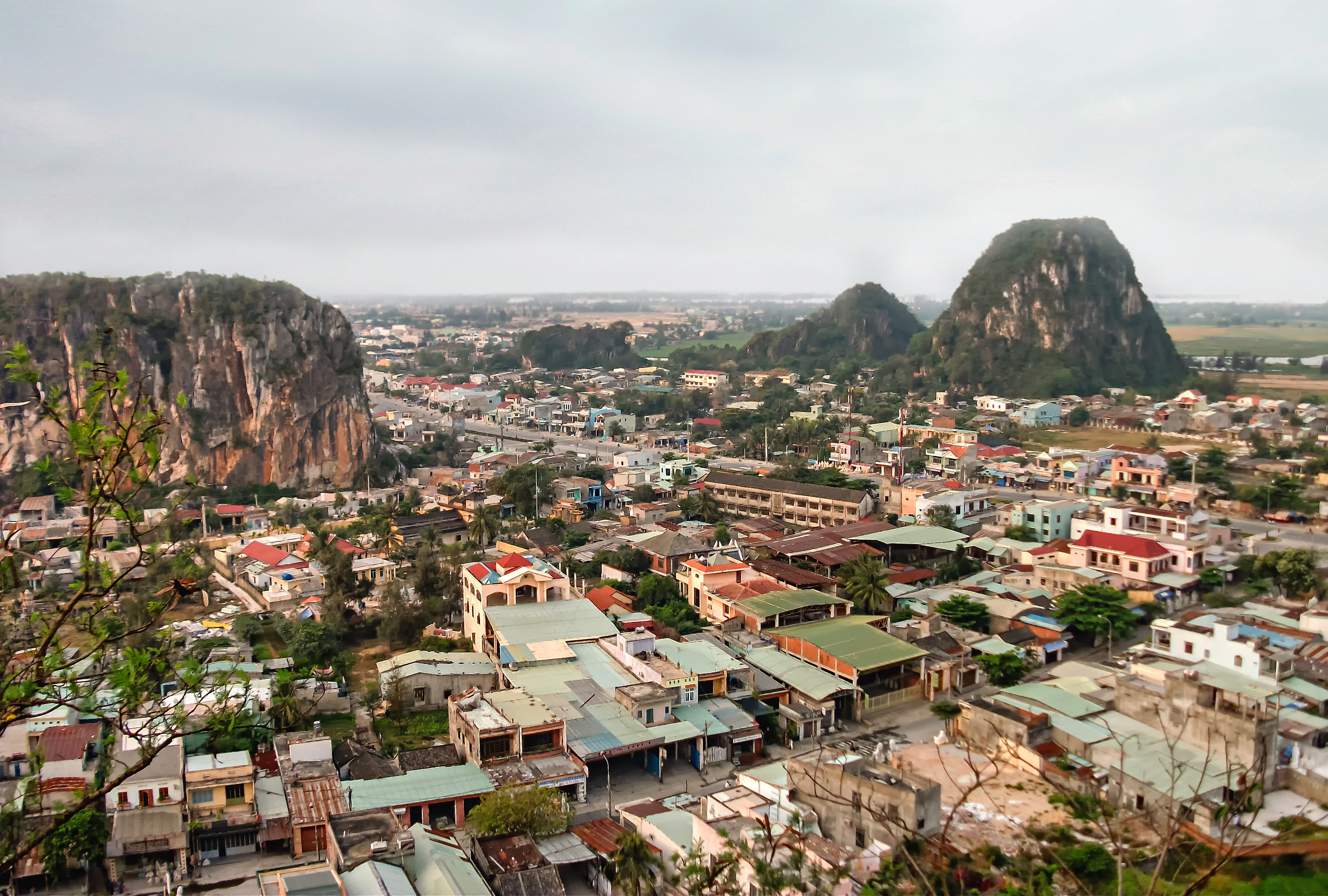
Một góc quận Ngũ Hành Sơn nhìn từ trên cao

Quận Ngũ Hành Sơn nằm ở phía đông nam nội thành của thành phố Đà Nẵng, có vị trí địa lý:
- Phía đông giáp Biển Đông
- Phía tây giáp quận Hải Châu, quận Cẩm Lệ và huyện Hòa Vang
- Phía nam giáp thị xã Điện Bàn, tỉnh Quảng Nam
- Phía bắc giáp quận Sơn Trà.

Quận có diện tích 37 km², dân số là 105.237 người và là quận ít dân nhất thành phố Đà Nẵng.

## Hành chính
Quận Ngũ Hành Sơn có 4 đơn vị hành chính cấp xã trực thuộc, bao gồm 4 phường: Hòa Hải, Hòa Quý, Khuê Mỹ, Mỹ An.

## Lịch sử
Ngày 23 tháng 1 năm 1997, Chính phủ ban hành Nghị định số 07/1997/NĐ-CP. Theo đó, thành lập quận Ngũ Hành Sơn trên cơ sở toàn bộ diện tích và dân số của phường Bắc Mỹ An thuộc khu vực III, thuộc thành phố Đà Nẵng cũ và hai xã Hòa Quý, Hòa Hải thuộc huyện Hòa Vang
Sau khi thành lập, quận có 3.672 ha diện tích tự nhiên và 32.533 người với 3 phường trực thuộc, gồm 3 phường: Bắc Mỹ An, Hòa Quý và Hòa Hải.
Ngày 2 tháng 3 năm 2005, Chính phủ ban hành Nghị định 24/2005/NĐ-CP. Theo đó, chia phường Bắc Mỹ An thành 2 phường: Mỹ An và Khuê Mỹ.
Quận Ngũ Hành Sơn có 4 phường trực thuộc như hiện nay.

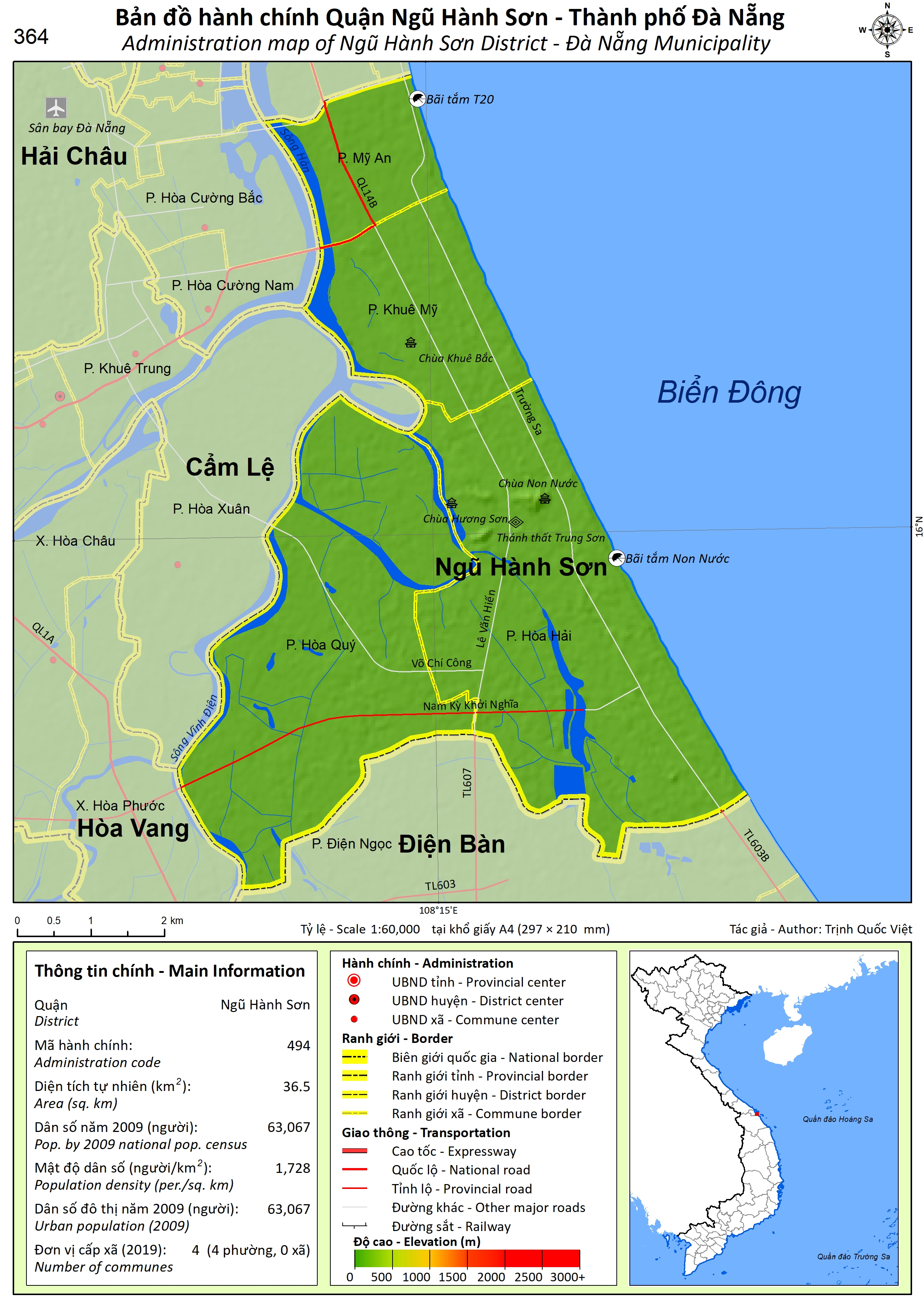
Bản đồ hành chính quận Ngũ Hành Sơn

## Kinh tế - xã hội

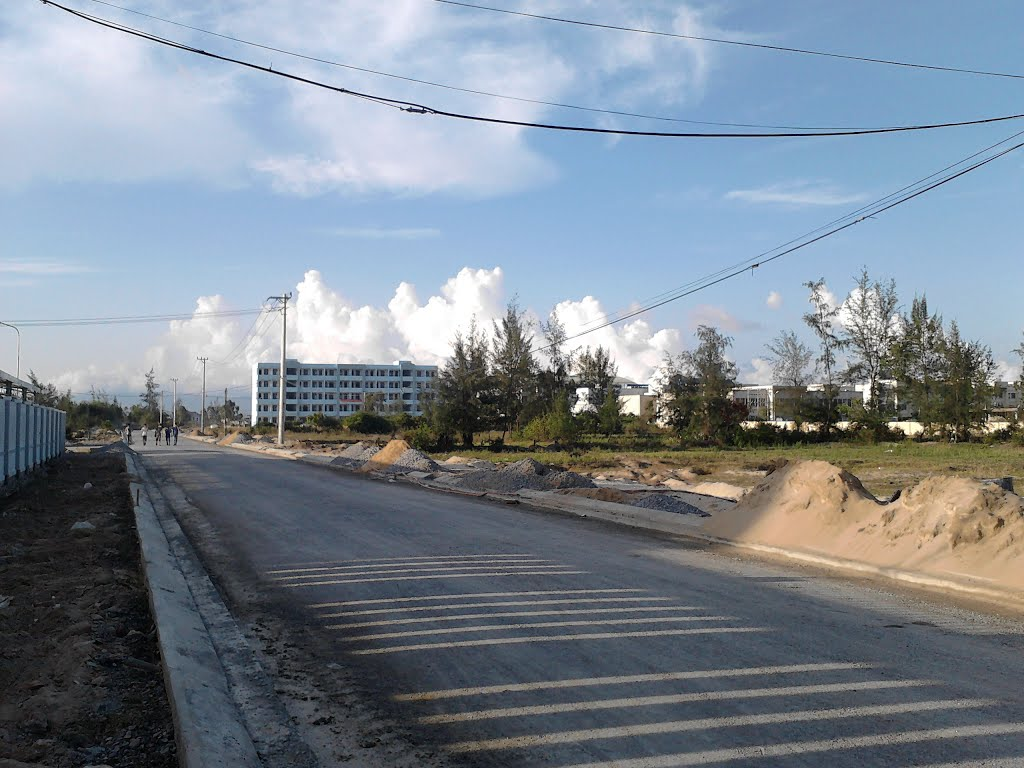
Đường phố tại quận Ngũ Hành Sơn

- Quận cũng có các bãi biển đẹp là bãi biển Bắc Mỹ An, bãi biển Non Nước. Trên địa bàn của quận cũng có sân bay Nước Mặn là một căn cứ không quân quan trong thời chiến tranh Việt Nam.
- Quận Ngũ Hành Sơn có bờ biển dài, sạch, đẹp, hầu như còn hoang sơ và chưa bị ô nhiễm, có quần thể Ngũ Hành Sơn là danh thắng nổi tiếng đã được Nhà nước xếp hạng di tích lịch sử quốc gia.
- Nằm trên tuyến đường giao thông chính giữa thành phố Đà Nẵng với phố cổ Hội An của tỉnh Quảng Nam, quận Ngũ Hành Sơn có vị trí và điều kiện thuận lợi cho việc phát triển các loại hình du lịch, nghỉ dưỡng. Đây còn là địa bàn thuận lợi cho việc phát triển, mở rộng không gian đô thị của thành phố về phía Đông Nam.
- Hiện nay, trên địa bàn quận Ngũ Hành Sơn đã và đang hình thành một số khu đô thị cao cấp như: khu đô thị Làng Châu Âu, khu đô thị Phú Mỹ An, khu đô thị Nam cầu Tuyên Sơn, khu đô thị Sơn Thủy, khu đô thị Han River Riverside, khu đô thị Da Nang Pearl, khu đô thị FPT City Da Nang, khu đô thị Hòa Quý, khu đô thị Premier League Da Nang...

### Giáo dục
Một số trường Đại học, Cao đẳng đóng trên địa bàn quận Ngũ Hành Sơn:
- Đại học Kinh tế Đà Nẵng
- Đại học Kỹ thuật Y Dược Đà Nẵng, cơ sở 2
- Đại học Đà Nẵng
- Đại học FPT
- Đại học Công nghệ Thông tin và Truyền thông Việt - Hàn
- Đại học Mỹ tại Việt Nam
- Cao đẳng Văn hóa Nghệ thuật Đà Nẵng

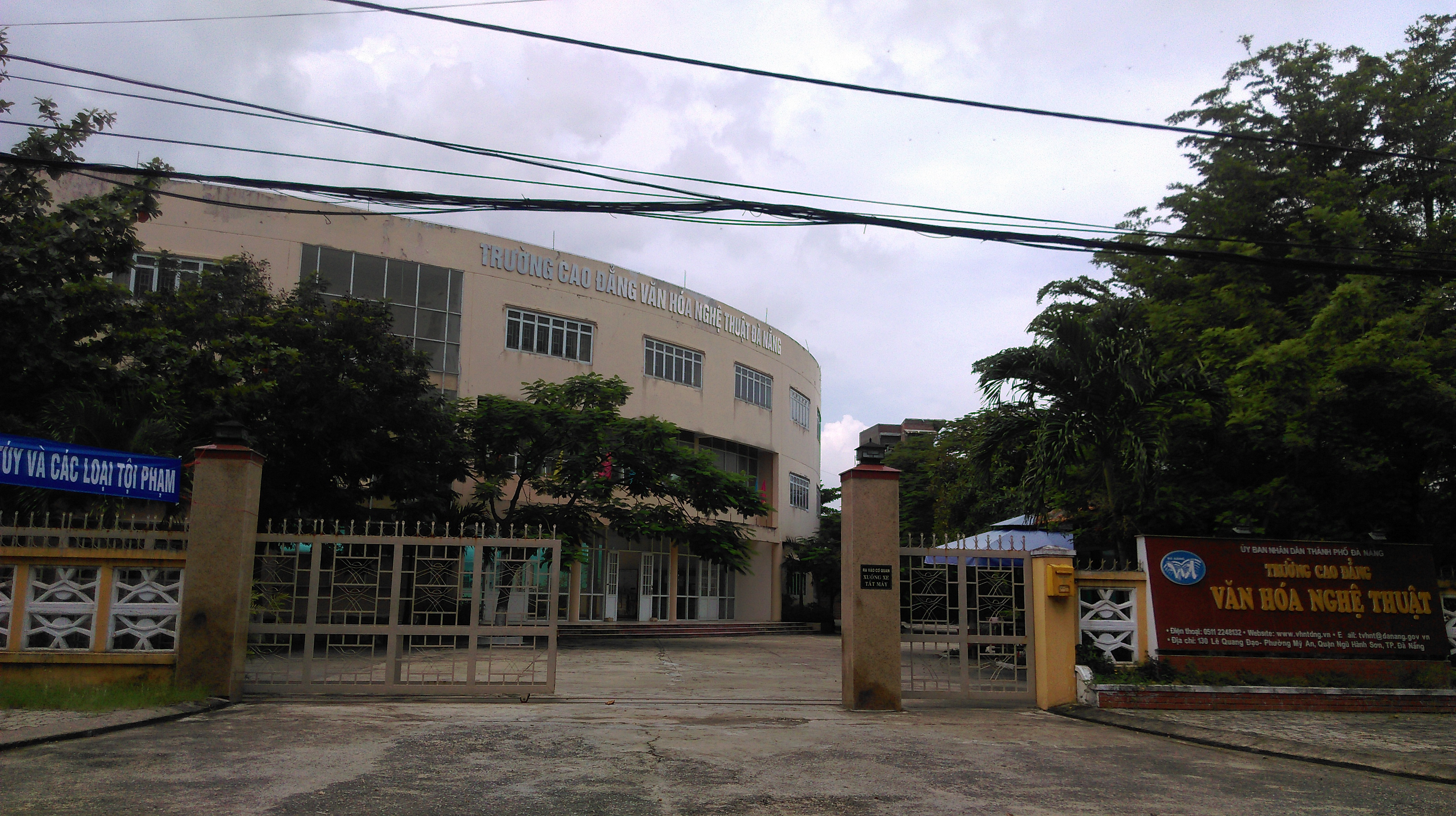

- Cao đẳng Nghề số 5

### Y tế
Một số bệnh viện đóng trên địa bàn quận Ngũ Hành Sơn như:

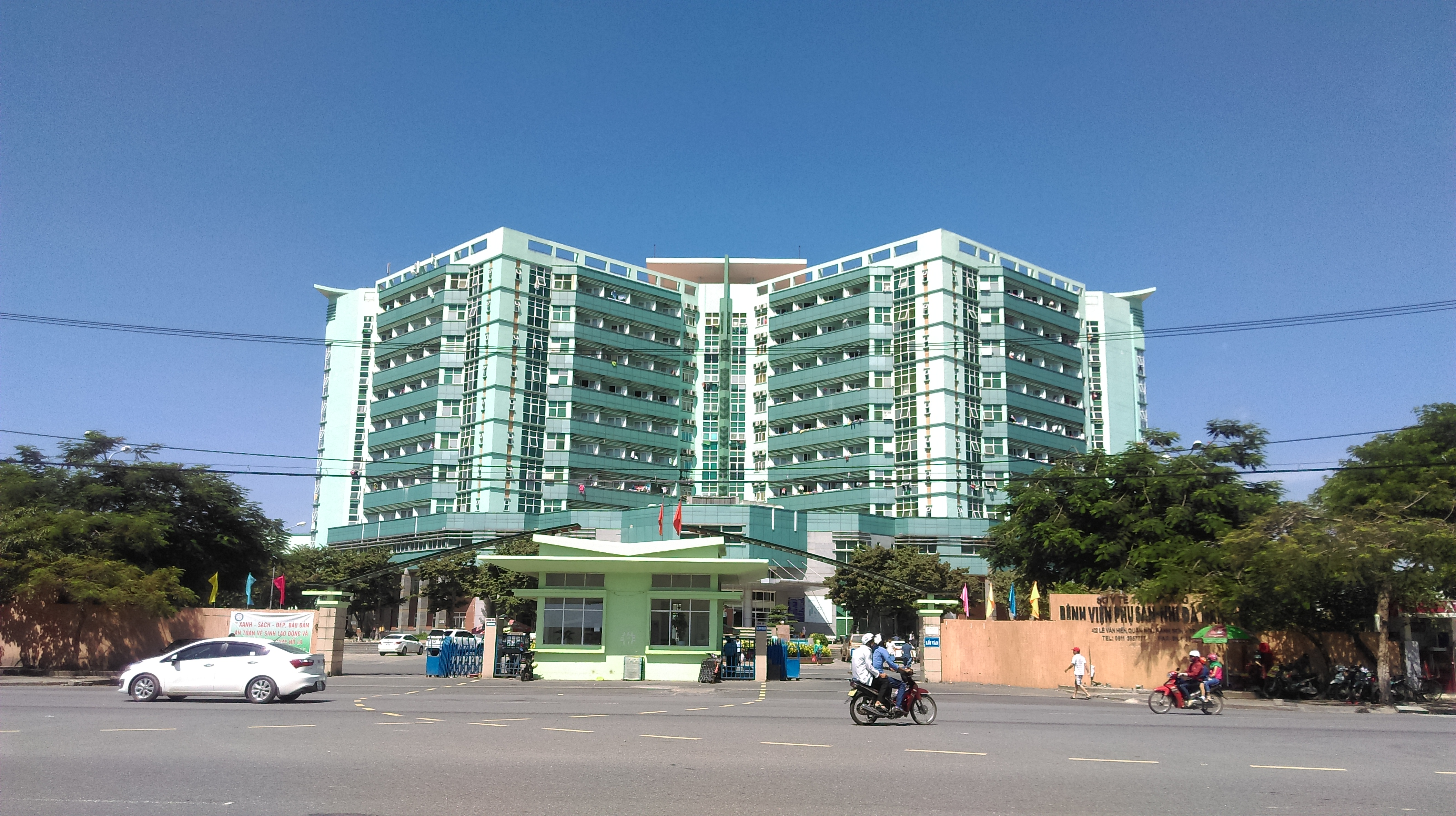

- Bệnh viện Phụ sản - Nhi Đà Nẵng.

## Giao thông

### Đường phố
- An Dương Vương
- An Nông
- An Tư Công Chúa
- Anh Thơ
- Ấp Bắc
- Bà Bang Nhãn
- Bà Huyện Thanh Quan
- Bát Nàn Công Chúa
- Bình Giã
- Bình Kỳ
- Bùi Bỉnh Uyên
- Bùi Quốc Khái
- Bùi Tá Hân
- Bùi Thế Mỹ
- Cao Hồng Lãnh
- Châu Thị Vĩnh Tế
- Chế Lan Viên
- Chu Cẩm Phong
- Chu Lai
- Chương Dương
- Đạm Phương
- Đặng Đoàn Bằng
- Đặng Hồi Xuân
- Đặng Thái Thân
- Đặng Văn Bá
- Đặng Văn Chung
- Đặng Xuân Thiều
- Đào Duy Tùng
- Đinh Gia Khánh
- Đỗ Bá
- Đỗ Bí
- Doãn Kế Thiện
- Đoàn Khuê
- Doãn Uẩn
- Đồng Phước Huyền
- Dương Bạch Mai
- Dương Khuê
- Dương Thị Xuân Quý
- Dương Tôn Hải
- Dương Tử Giang
- Dương Tụ Quán
- Hải Triều
- Hàm Tử
- Hằng Phương Nữ Sĩ
- Hồ Huân Nghiệp
- Hồ Nghinh
- Hồ Xuân Hương
- Hóa Mỹ
- Hoài Thanh
- Hoàng Bật Đạt
- Hoàng Bình Chính
- Hoàng Công Chất
- Hoàng Hối Khanh
- Hoàng Kế Viêm
- Hoàng Minh Thắng
- Hoàng Thiều Hoa
- Hoàng Trọng Mậu
- Hoàng Văn Hòe
- Hoàng Văn Lai
- Huyền Trân Công Chúa
- Huỳnh Bá Chánh
- Huỳnh Lắm
- Huỳnh Thị Một
- Huỳnh Văn Nghệ
- Khuê Đông
- Kim Đồng
- Lã Xuân Oai
- Lê Đình Chinh
- Lê Hữu Khánh
- Lê Hy Cát
- Lê Lộ
- Lê Như Hổ
- Lê Quang Đạo
- Lê Quát
- Lê Thành Phương
- Lê Thì Hiến
- Lê Thị Riêng
- Lê Thiện Trị
- Lê Trí Viễn
- Lê Trọng Thứ
- Lê Trung Đình
- Lê Văn Hiến
- Lê Văn Hưu
- Lê Văn Tâm
- Lê Văn Thủ
- Lộc Ninh
- Lương Đắc Bằng
- Lương Thúc Kỳ
- Lưu Đình Chất
- Lưu Quang Thuận
- Lưu Quang Vũ
- Lưu Trùng Dương
- Lưu Văn Lang
- Lý Văn Phức
- Mạc Cửu
- Mạc Thiên Tích
- Mai Đăng Chơn
- Mai Thúc Lân
- Minh Mạng
- Mỹ An
- Mỹ Thị
- Nam Kỳ Khởi Nghĩa
- Nghiêm Xuân Yêm
- Ngô Thì Sĩ
- Ngô Viết Hữu
- Ngũ Hành Sơn
- Nguyễn Bá Lân
- Nguyễn Bá Ngọc
- Nguyễn Cơ Thạch
- Nguyễn Cửu Vân
- Nguyễn Đăng Tuân
- Nguyễn Đình Chiểu
- Nguyễn Đình Hiến
- Nguyễn Đình Trân
- Nguyễn Dục
- Nguyễn Đức Thuận
- Nguyễn Duy Cung
- Nguyễn Duy Trinh
- Nguyễn Hữu Cầu
- Nguyễn Hữu Hào
- Nguyễn Khắc Viện
- Nguyễn Lữ
- Nguyễn Minh Châu
- Nguyễn Nghiễm
- Nguyễn Phạm Tuân
- Nguyễn Phan Chánh
- Nguyễn Phước Lan
- Nguyễn Quang Lâm
- Nguyễn Quốc Trị
- Nguyễn Quý Anh
- Nguyễn Quý Cảnh
- Nguyễn Tạo
- Nguyễn Thần Hiến
- Nguyễn Thế Kỷ
- Nguyễn Thức Đường
- Nguyễn Thức Tự
- Nguyễn Trọng Hợp
- Nguyễn Tư Giản
- Nguyễn Tuyển
- Nguyễn Văn Hưởng
- Nguyễn Văn Nguyễn
- Nguyễn Văn Thoại
- Nguyễn Xiển
- Non Nước
- Phạm Đức Nam
- Phạm Hữu Kính
- Phạm Hữu Nhật
- Phạm Khiêm Ích
- Phạm Kiệt
- Phạm Như Hiền
- Phạm Nổi
- Phạm Thận Duật
- Phạm Tuấn Tài
- Phan Đình Thông
- Phan Đình Trọng
- Phan Hành Sơn
- Phan Hoan
- Phan Huỳnh Điểu
- Phan Liêm
- Phan Thúc Duyện
- Phan Tôn
- Phan Tòng
- Phan Tứ
- Quảng Nam
- Song Hào
- Sư Vạn Hạnh
- Tân Lưu
- Tân Trà
- Tây Sơn
- Thái Văn A
- Thâm Tâm
- Thân Văn Nhiếp
- Thép Mới
- Thích Phước Huệ
- Thượng Đức
- Tiên Sơn
- Tôn Thất Thiệp
- Trà Lộ
- Trần Đại Nghĩa
- Trần Hoành
- Trần Hữu Độ
- Trần Hữu Dực
- Trần Khánh Dư
- Trần Minh Thiệt
- Trần Quốc Hoàn
- Trần Quốc Vượng
- Trần Quý Kiên
- Trần Thị Lý
- Trần Trọng Khiêm
- Trần Văn Đán
- Trần Văn Dư
- Trần Văn Giảng
- Trần Văn Hai
- Trần Văn Thành
- Trần Xuân Hòa
- Trịnh Lỗi
- Trương Công Hy
- Trương Đăng Quế
- Trương Gia Mô
- Trương Minh Giảng
- Trương Minh Hùng
- Trương Quang Được
- Trường Sa
- Trương Văn Hiến
- Trương Xuân Nam
- Từ Giấy
- Tùng Thiện Vương
- Tuy Lý Vương
- Ung Văn Khiêm
- Vân Đài Nữ Sĩ
- Văn Tân
- Vạn Tường
- Việt Bắc
- Võ Chí Công
- Võ Nguyên Giáp
- Võ Như Hưng
- Võ Văn Đặng
- Võ Văn Đồng
- Võ Quý Huân
- Vũ Duy Đoán
- Vũ Hữu Lợi
- Vũ Mộng Nguyên
- Vũ Văn Cẩn
- Xóm Đồng
- Yersin